# Chauchina
Chauchina település Spanyolországban, Granada tartományban. Chauchina Santa Fe, Chimeneas, Cijuela és Fuente Vaqueros községekkel határos. Lakosainak száma 5781 fő (2024).

## Népesség
A település népessége az elmúlt években az alábbi módon változott:
| Lakosok száma | 4148 | 4315 | 4476 | 4778 | 4768 | 5499 | 5421 | 5565 | 5624 | 5781 |
|               | 2001 | 2004 | 2006 | 2009 | 2011 | 2014 | 2016 | 2019 | 2021 | 2024 |